# Jean-Julien Bourgault
Pour les articles homonymes, voir Bourgault.
Jean-Julien Bourgault est un sculpteur québécois autodidacte né le 24 juin 1910 et décédé en février 1996. Il fait partie de la famille des Bourgault de Saint-Jean-Port-Joli. Il était le benjamin de trois frères également sculpteurs, André et Médard Bourgault, surnommés les trois bérets. Le sommet de sa carrière fut probablement atteint lors de l'exposition conjointe avec le peintre Jean-Paul Riopelle, alors résident de l'île aux Grues.

## Distinctions
- 1964 - Ordre du Mérite de France
- 1970 -  Officier de l'Ordre du Canada[1]
- 1993 -  Grand officier de l'Ordre national du Québec[2]